# Protestantisme en Belgique
Voir aussi
Le protestantisme est la troisième religion pratiquée en Belgique. Les protestants, présents en Belgique depuis la Réforme, ont joué un rôle important dans le développement du pays en matière politique, économique et sociale. Depuis 2003, l'État belge reconnaît comme représentant du protestantisme belge le Conseil administratif du Culte protestant et évangélique (CACPE) qui est composé de deux branches :
- la branche de l'Église protestante unie de Belgique, protestantisme historique,
- le synode fédéral des Églises protestantes et évangéliques de Belgique, protestantisme évangélique.

## Histoire

### Les débuts de la Réforme

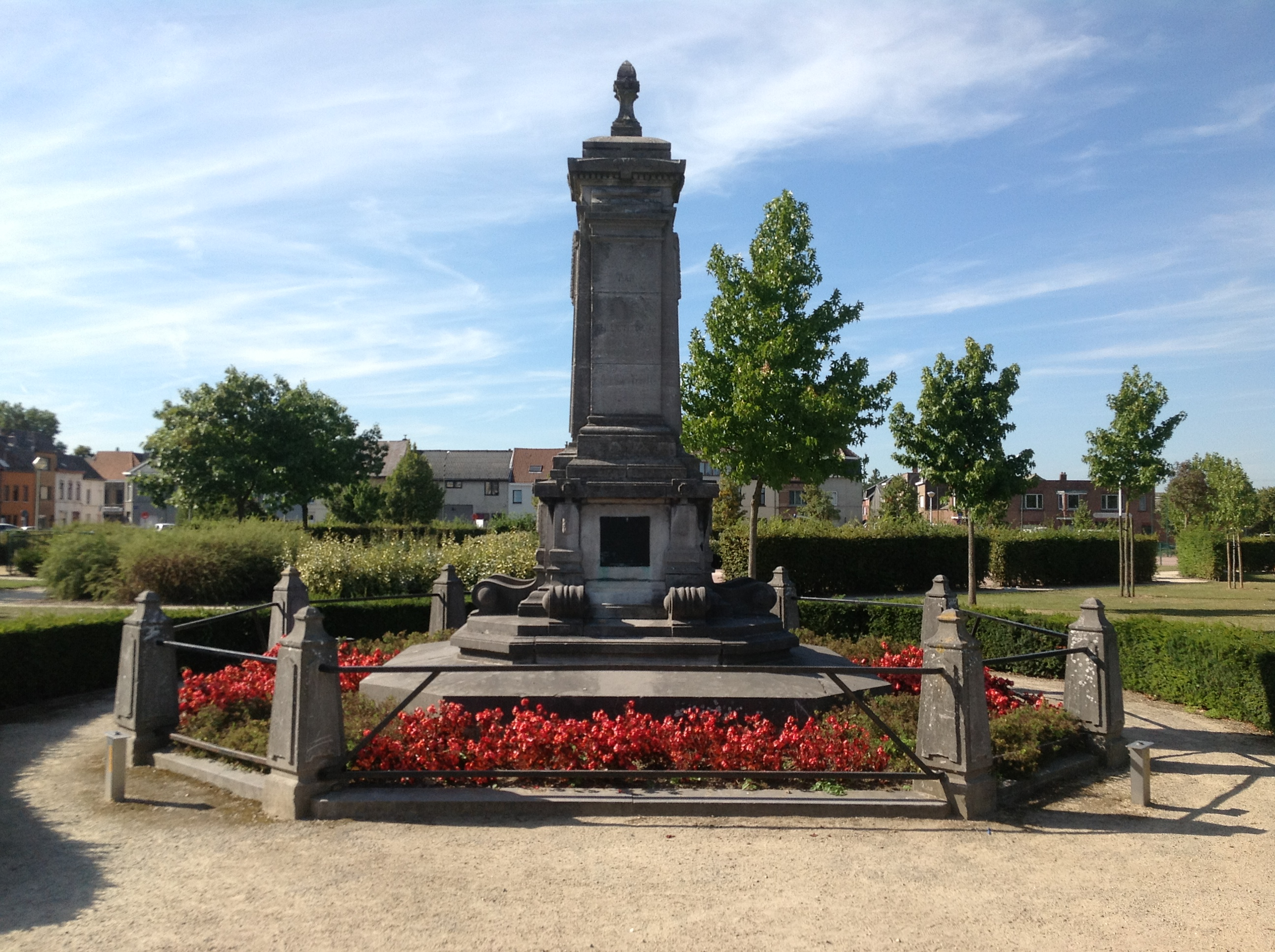
Monument Tyndale à Vilvorde

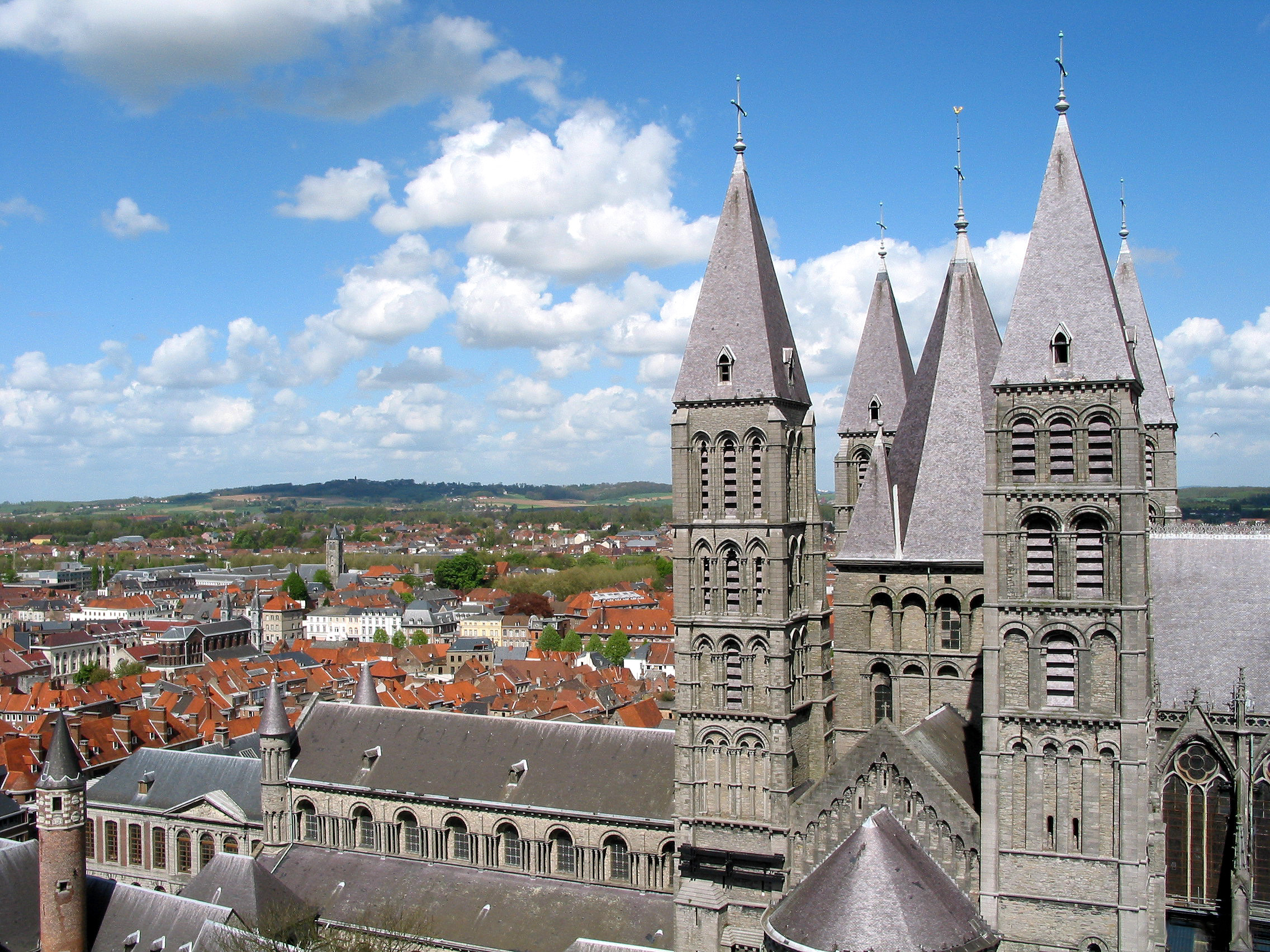
La ville de Tournai, surnommée la « Genève du Nord » est, au XVIe siècle, majoritairement composée de protestants. Foyer de résistance à la politique autoritaire des Habsbourg, elle ratifie l'Union d'Utrecht.

Trois prêches près d'Anvers en 1566 : un luthérien, un réformé wallon et un réformé néerlandophone.

Le protestantisme est présent en Belgique depuis la Réforme. À la suite de la publication des 95 thèses de Martin Luther le 31 octobre 1517, le luthéranisme s'implante à Tournai et Liège dès 1520. Les moines du couvent augustin d'Anvers se convertissent à la doctrine de Luther en 1522. Le moine augustin Jean Castellain prêche la Réforme à Tournai en 1524. Dans les années 1530, c'est à Anvers que l'érudit anglais William Tyndale publie ses traductions de la Bible, les premières en anglais, notamment son Pentateuque (1530) et son Nouveau Testament révisé (1534). Il est arrêté et exécuté à Vilvoorde en 1536.
Pierre Brully, ancien moine jacobin converti à la Réforme vers 1540 après avoir rencontré Calvin, introduit à partir de 1544 le courant réformé dans le Hainaut, qui fait alors partie des Pays-Bas espagnols, notamment à Valenciennes et à Tournai, où il sera brûlé vif le 30 janvier 1545. C'est ensuite Guy de Brès, originaire de Mons et converti à la Réforme après un exil à Londres, qui organise les Églises réformées des Pays-Bas méridionaux à partir de 1552. Il prêche dans une vaste région qui inclut Dieppe, Sedan, Lille, Douai et Anvers. De 1559 à 1561, il est ministre résident à Tournai. Il sera pendu en 1567 à Valenciennes. Auteur de la célèbre Confessio Belgica, confession de foi toujours en vigueur auprès de certaines églises calvinistes notamment aux Pays-Bas, en Afrique du Sud et en Amérique du Nord, il est considéré comme le principal réformateur des Pays-Bas. Le calvinisme se répand en effet graduellement dans l'ensemble des Pays-Bas espagnols à partir du Hainaut et des Flandres. Vers 1560, Anvers compte déjà 16 000 protestants et deux pasteurs : Hermann de Strijker dit Moded pour les néerlandophones et Pierre Datheen pour les francophones. La ville de Tournai, où les protestants sont majoritaires dès la deuxième moitié du XVIe siècle, est surnommée la « Genève du Nord ». Dans les années 1540-1550, la ville est considérée comme la métropole réformée calviniste pour les provinces wallonnes et flamandes. Anvers et Gand joueront un rôle similaire dès 1563. Dans la deuxième partie du XVIe siècle, les protestants sont principalement présents, pour la partie flamande du pays, dans le comté de Flandres et le duché de Brabant, et pour la partie wallonne, dans les villes industrielles, à Tournai et dans le Tournaisis, à Mons et dans le Borinage, à Enghien, à Liège et à Verviers, Limbourg, Eupen, dans le Pays d'Outremeuse, et le Marquisat de Franchimont. La population réformée atteint sans doute 300 000 personnes en 1566, soit 20% de la population du pays.

### Répression du protestantisme
Irrité par le succès évident des idées réformées, Philippe II d’Espagne, qui a succédé à son père Charles Quint en 1555, choisit de lutter par la force contre l'"hérésie", par le moyen de l'inquisition. Il publie des « placards » extrêmement rigoureux qui alimentent le sentiment de ses sujets d’être gouvernés par un pouvoir absolu et étranger en contradiction avec les traditions de gouvernement et de libertés instituées par les ducs de Bourgogne. En réaction, une révolte se développe en 1566 : elle se manifeste d’abord par une proclamation des nobles en faveur des droits et libertés anciennes, c’est le « compromis des Nobles ». Elle prend ensuite le nom de révolte des Gueux : par dérision envers les mots méprisants du chancelier de Berlaymont, de grands nobles participent à un banquet habillés en paysans. Mais le nom est pertinent car la révolte touche le peuple autant que les nobles ; elle mêle une revendication de liberté religieuse et une revendication d’indépendance par rapport à l’Espagne qui réunit protestants et catholiques. En juillet 1566, un mouvement de "prêches aux champs" parti de Steenvoorde, non loin d’Hazebrouck, rassemblent des dizaines de milliers de personnes, aux environs des grandes villes, comme Lille, Tournai ou Anvers. Les mesures répressives mises en œuvre pour lutter contre le développement du protestantisme provoquent le soulèvement du pays en 1567 et le départ de la régente Marguerite de Parme, qui, flamande par sa mère, essayait de pratiquer une politique d’accommodement. 
Le pouvoir espagnol, désormais représenté par un militaire, le duc d’Albe, qui vient de gagner une guerre contre la France, engage toute sa puissance militaire dans la répression du protestantisme. En 1567, le siège de Valenciennes se conclut au bout de 4 mois par la prise de la ville, un temps surnommée la « Nouvelle Genève », par les troupes espagnoles commandées par Philippe de Noircarmes et par l’exécution de plusieurs centaines de protestants, dont le pasteur Guy de Brès. Ce siège est parfois considéré comme la première bataille de la Guerre de Quatre-Vingts Ans. L'année suivante, en représailles à une victoire du prince d’Orange, le pouvoir espagnol croit bon d’exécuter deux grands nobles signataires du compromis des nobles bien qu’ils soient catholiques et membres du Conseil d’État, Egmont et Hornes, puis de nombreux autres, ce qui marque la rupture définitive entre le pouvoir et le peuple. La Guerre de Quatre-Vingts Ans s’engage alors pleinement. En 1573, le duc d'Albe, qui a fait l'unanimité contre lui et n'a pas réussi militairement, renonce, et rentre en Espagne. En 1574, l'acte de pacification de Gand ramène le calme dans le pays. 
Entre 1577 et 1585, plusieurs villes se dotent, sous l'influence des réformés, d'un gouvernement républicain, comme Bruxelles, Gand, Bruges, Ypres, Anvers, Ostende, Malines et Tournai. En 1577, une Académie réformée est fondée à Gand. Le 23 janvier 1579, le comté de Flandre (avec Bruges, Gand, Ypres), le duché de Brabant (avec Anvers, Bréda, Bruxelles, Lierre) et la ville de Tournai ratifient l'Union d'Utrecht qui consacre la liberté religieuse. 
Malgré leur supériorité militaire, les Espagnols n'arrivent pas à reprendre le contrôle de l'ensemble de leurs possessions. Ils reprennent une à une les villes protestantes du sud des Pays-Bas espagnols. La chute de Tournai en 1581, puis de Bruxelles et d'Anvers en 1585, marque pratiquement la fin du protestantisme en Belgique même si Ostende résiste jusqu'en 1604. Le sud des Pays-Bas, embryon de la future Belgique, reste, par la force des armes, sous la tutelle des Habsbourg d'Espagne, avec pour religion d'État le catholicisme tandis que le nord des Pays-Bas constitué de 7 provinces, s'émancipe, proclamant son indépendance d'abord unilatéralement par le décret de déchéance voté en 1581, puis par la proclamation de la République des Provinces Unies en 1588, avant que cette indépendance soit reconnue de jure par le traité de Münster en 1648. 
Sous l’effet des persécutions dans la partie sud des Pays-Bas et de la radicalisation de la lutte contre les Espagnols dans la partie nord, la division est aussi religieuse : des villes comme Tournai ou Anvers sont dépeuplées par le départ des huguenots qui rejoignent les Provinces Unies indépendantes qui seront dès lors en grande majorité protestantes et plus particulièrement calvinistes, alors que les 10 provinces méridionales (dont l’Artois, la Flandre, le Hainaut et la Wallonie) qui ont formé l’Union d'Arras ne conservent que la partie catholique ou recatholicisée de leur population.

### La dispersion des communautés

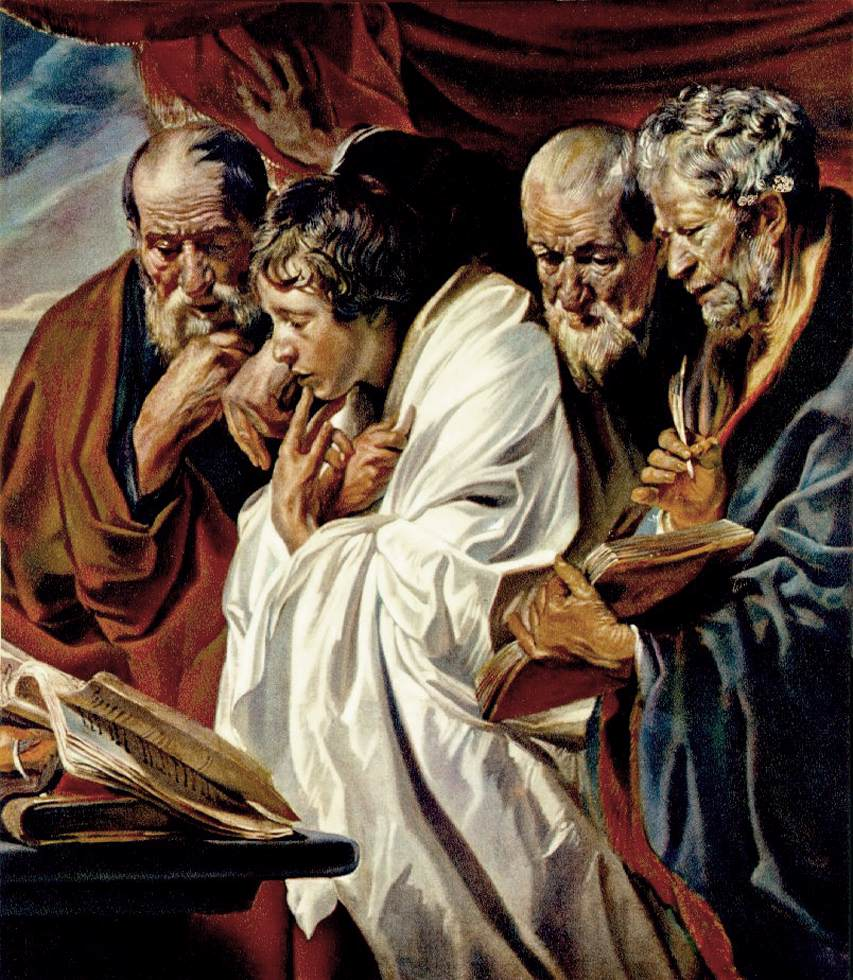
Le peintre réformé anversois Jacob Jordaens peint Les quatre évangélistes, entre 1620 et 1625

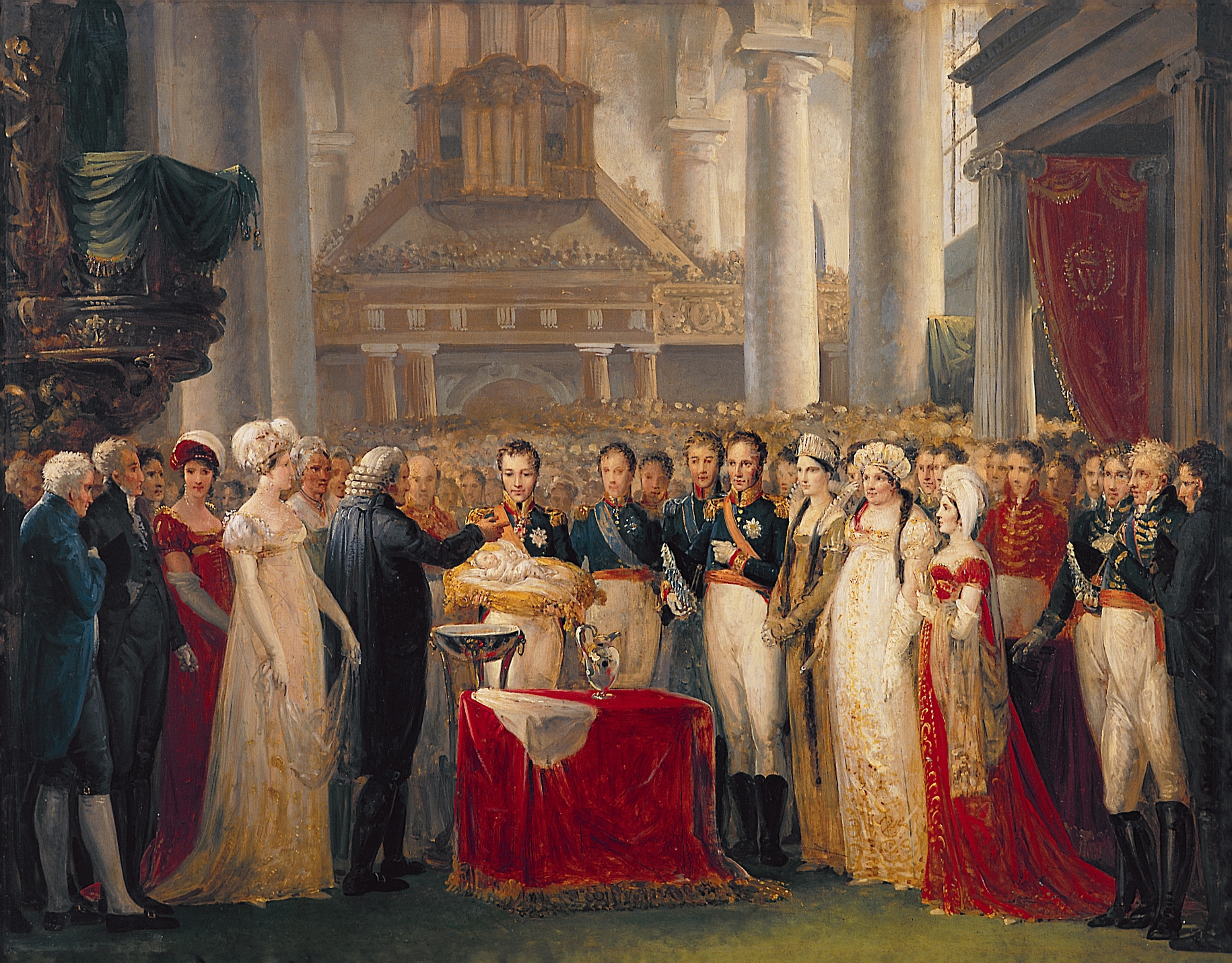
Le baptême en 1817 de Guillaume III d'Orange en l'église des Augustins de Bruxelles. Lors de la révolution de 1830, plusieurs communautés protestantes perdent leur lieu de culte

De violentes persécutions vont entrainer l'exode de plus d'une centaine de milliers de personnes à partir de la fin du XVIe siècle, principalement vers les principautés protestantes allemandes, comme le Palatinat ou le Brandebourg, l'Angleterre, les Provinces-Unies et la Suède, mais aussi vers le Nouveau Monde et l'Afrique du Sud. À la suite de ces mouvements de population, d'importantes colonies belges, wallonnes ou flamandes, sont créées à Canterbury, Londres, Francfort, Hanau, Magdebourg et Wesel. Ces réfugiés vont fonder des communautés réformées, contribuer à l'essor économique des pays d'accueil et diffuser des idées calvinistes orthodoxes en Europe. L'histoire des Wallons de Suède est initiée par les industriels liégeois Guillaume de Bèche, Etienne Gérard et Louis De Geer, connu comme le « père de l’industrie suédoise » du fer. À partir de 1620, cinq à dix mille Wallons émigrèrent alors en Suède, travaillant dans l'industrie de l'acier. Aux XVIIe et XVIIIe siècles, l'exercice du culte protestant est réprimé dans les Pays-Bas espagnols. Des « Églises sous la croix », clandestines subsistent cependant, notamment dans le Borinage ou à Maria-Horebeke. 
Au XVIIIe siècle, le Traité de la Barrière, signé entre la France de Louis XIV, l'Angleterre et la Hollande en 1713, permet à des garnisons hollandaises de s'installer dans huit villes du sud la Belgique autrichienne pour faire "barrière" à une nouvelle invasion française. Dans ces villes (Charleroi, Furnes, Gand, Menin, Mons, Namur, Tournai et Ypres), des « Églises de la Barrière » sont créées sous la protection des Néerlandais. De nombreux protestants français y venaient clandestinement en passant notamment par Rongy, pour les grandes fêtes chrétiennes ou pour célébrer leur mariage toutes choses interdites en France. Ce système dura jusqu'au 10 novembre 1785, où le traité de Fontainebleau l'abrogea.

### Liberté de conscience et de culte
La liberté de conscience n'est accordée qu'en 1781 par un édit de tolérance de l'empereur du Saint-Empire Joseph II. Bruxelles, Anvers et Ostende servent temporairement de séjour à des réfugiés protestants chassés par l'échec des mouvements révolutionnaires à Genève en 1782 et en Hollande en 1787.
À partir de la conquête de la Belgique par les armées révolutionnaires française, les lois françaises visant à laïciser la société s'appliquent en Belgique : confiscation et vente des biens de l’Église, constitution civile du clergé, suppression des congrégations religieuses, puis interdiction des manifestations religieuses. À partir de 1801, le régime concordataire français s'applique. 
De 1814 à 1830, la Belgique se trouve rattachée au royaume uni des Pays-Bas, sous l’autorité d’un prince protestant, Guillaume Ier, qui réorganise les Églises protestantes et essaie par divers moyens de favoriser leur développement. L'opposition de la hiérarchie catholique à ce pouvoir politique protestant qui contrôle les cultes et l'enseignement jouera un rôle non négligeable dans l’opposition des populations au maintien du royaume des Pays-Bas. 
Après la révolution belge de 1830, de nouvelles lois sont votées qui établissent les libertés fondamentales et un nouveau régime des cultes: la loi belge ne prévoit pas de séparation entre l’Église et l’État, abolit le Concordat et émancipe l’Église du contrôle de l’État, tout en maintenant le financement public des cultes, ce dont bénéficient les cultes protestants et israélite. Avec l'appui du premier souverain belge, qui est protestant, Léopold Ier, la petite communauté unira en 1839 ses seize consistoires dans le Synode de l’« Union des Églises protestantes évangéliques de la Belgique » ancêtre de l'actuelle Église protestante unie de Belgique.

### Le Réveil

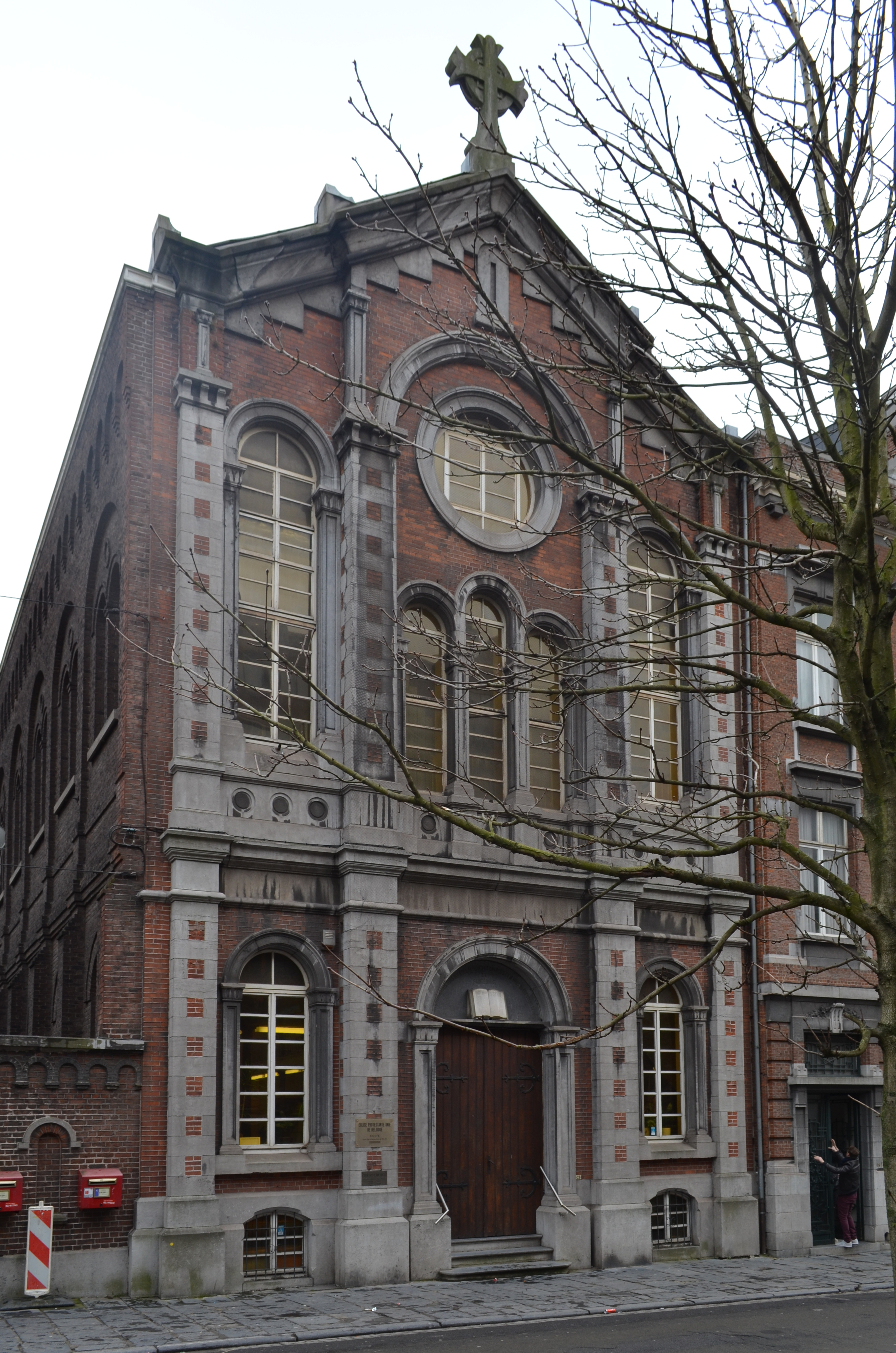
L'église réformée de Charleroi est inaugurée en 1880 à la suite du mouvement de Réveil francophone

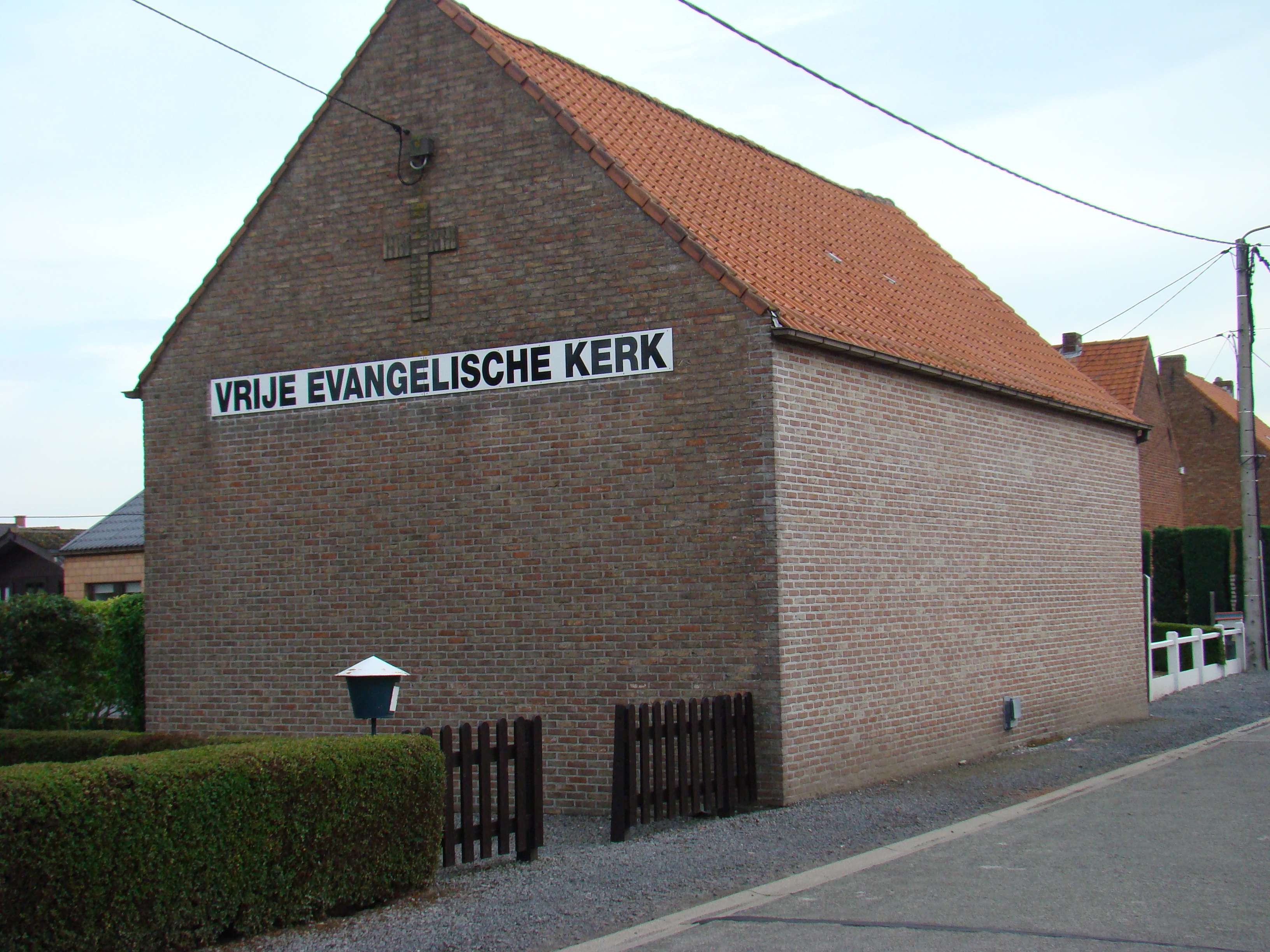
Église évangélique libre de Oostrozebeke

Les XIXe et XXe siècles ont marqué le retour des protestants, à la suite des actions d'évangélisation du mouvement de Réveil qui se diffuse en Belgique dans les années 1820 sous l’influence du pasteur revivaliste genevois Jean-Henri Merle d'Aubigné, qui est pasteur à Bruxelles de 1823 à 1830. Le 16 novembre 1837, un agent de la Société Biblique Britannique W.P. Tiddy et des pasteurs belges, suisses et français, dont Jonathan de Vismes, pasteur de Dour, et François de Faye, pasteur de Tournai, fondent la Société Évangélique Belge (SEB), dont l'action missionnaire est centrée sur la Wallonie.  Les églises du Réveil, dont l'Église Chrétienne Missionnaire Belge, se développent principalement à Bruxelles, dans le Borinage et dans les grandes villes industrielles du sud du pays, comme Liège, Verviers et Charleroi. Ce mouvement rencontre un grand succès au sein des milieux ouvriers wallons. Dans le Borinage, les protestants représentent environ 5 % de la population à la fin du XIXe siècle. Une des plus anciennes églises protestantes de Belgique a été édifiée à Dour, en 1827. De grands industriels protestants d'origine belge, britannique ou allemande, comme John Cockerill, contribuent au développement industriel. Des missions sont créées au Congo belge par la Société Belge des Missions Protestantes au Congo, puis dans l'entre-deux-guerres au Rwanda dans un but d'émancipation de la population locale. Impressionné par l'œuvre des protestants, le roi Albert Ier déclare :Quand on cherche un honnête homme, on trouve souvent un protestant.
Malgré l’opposition du clergé catholique au développement du protestantisme, qui ne désarme pas tout au long du XIXe siècle, le siècle est marqué par la formation de nouvelles communautés protestantes, souvent aidées par des sociétés et missions étrangères diverses, anglicanes évangéliques, méthodistes, pentecôtistes, avec des appuis aux Pays-Bas, en Allemagne, en Angleterre ou aux États-Unis. A côté de l’Union des Églises Protestantes Évangéliques reconnue par l’État belge en 1839, des Églises libres se forment, comme l’Assemblée des Frères en 1854, l'école de formation d’évangélistes ouverte en 1875 à Bruxelles par le pasteur Nicolas de Jonge (qui sera fréquentée par Vincent Van Gogh), l'Armée du salut en 1881, les baptistes en 1890 et les adventistes en 1897.

### LesXXeetXXIesiècles
En 1904 est fondée la Société royale d'histoire du protestantisme belge. Après la Première Guerre mondiale, les missions protestantes de Belgique réduisent leur activité au Congo Belge pour se tourner vers le Ruanda-Urundi où elles cherchent à remplir le vide laissé par le départ des missionnaires protestants allemands. En 1950 est fondée la Faculté universitaire de théologie protestante, qui s'installe en 1965, 40 rue des Bollandistes, dans la commune d'Etterbeek, à Bruxelles-Capitale.
Les communautés évangéliques et pentecôtistes s'implantent en Belgique dès la fin de la Première Guerre mondiale et sont en forte progression depuis les années 1980. Avec 250 églises réparties à travers le pays, elles représentent la grande majorité des protestants belges. Le XXIe siècle est caractérisé par un grand dynamisme résultant de l’arrivée de chrétiens issus de l’immigration et par le développement de relations fraternelles avec les communautés catholiques à la suite du concile Vatican II. L'église La nouvelle Jérusalem est une megachurch chrétienne évangélique de courant pentecôtiste, située à Bruxelles et affiliée à l’Église de Dieu. En 2010, elle comptait 3 500 membres. Une étude de 2015 estime que 1 300 chrétiens présents dans le pays sont d'origine musulmane et que la plupart ont rejoint une communauté protestante. En parallèle, les liens entre les membres de la famille protestante évangélique sont renforcés. 
L'Église protestante unie de Belgique, est fondée en 1979. En 2003, le synode de l’Église protestante unie de Belgique et le synode fédéral des Églises protestantes et évangéliques de Belgique votent la création du Conseil administratif du Culte protestant et évangélique, reconnu par l’État belge, qui regroupe la quasi-totalité des Églises.

## Églises et mouvements

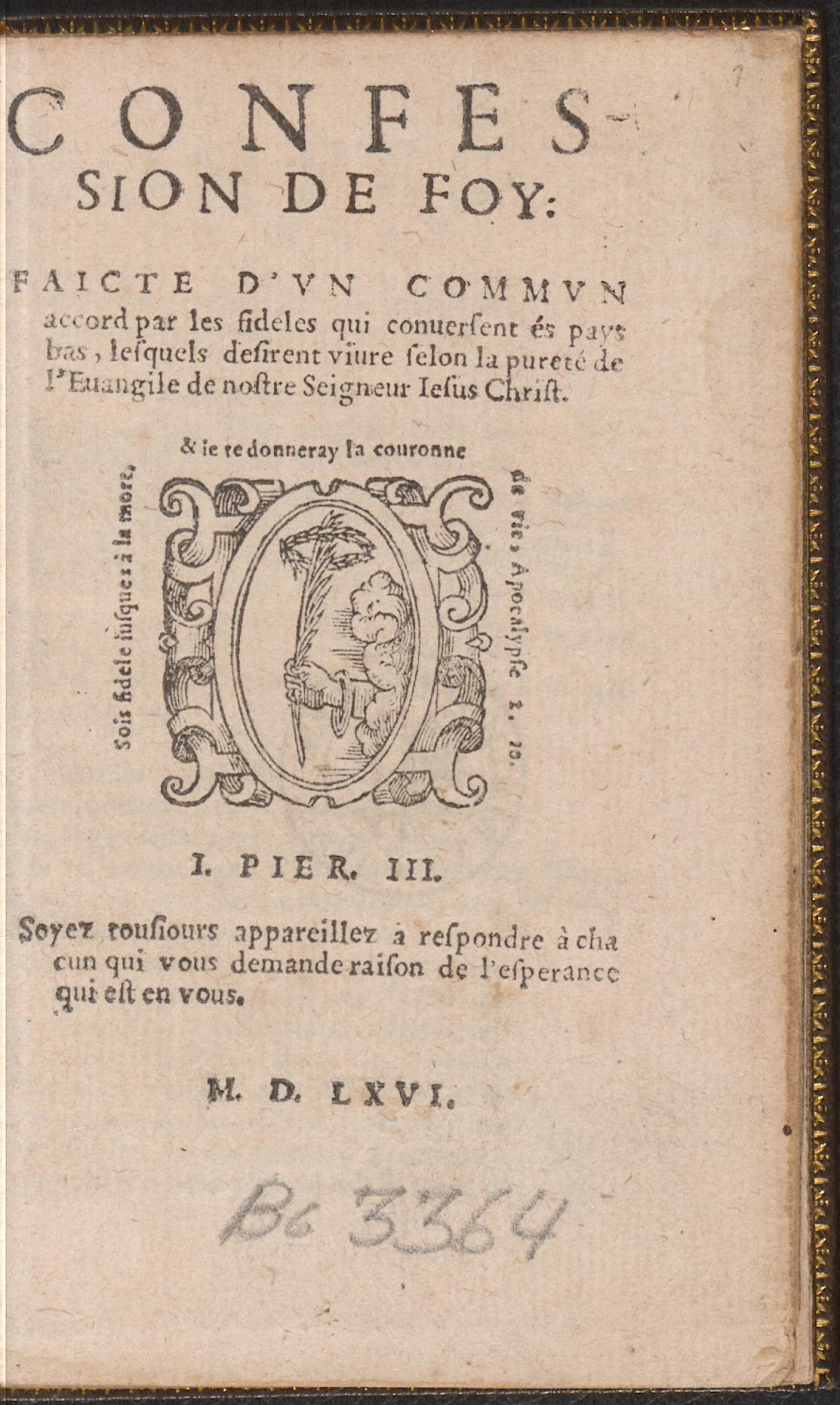
Confessio Belgica de 1566

Les Églises protestantes en Belgique, pour la plupart rassemblées dans le Conseil administratif du Culte protestant et évangélique ,, ,,,, reconnu par les autorités, présentent des confessions très diverses :

### Églises luthériennes et réformées
Les Églises luthériennes sont héritières de la théologie de Martin Luther. Les Églises réformées tirent leurs conceptions théologiques, outre de ce patrimoine commun luthérien, des travaux de Jean Calvin et de Zwingli. Toutes se réclament des grandes affirmations du message de Luther, notamment l'autorité souveraine de la Bible, le salut par la Grâce, et le sacerdoce universel des croyants. Ces Églises sont rassemblées au sein de l'Église protestante unie de Belgique (EPUB). Certaines de ces communautés sont de type traditionnel ou évangélique. Le magazine Time a décrit en 2009 le nouveau calvinisme comme l'une des « dix idées en train de changer le monde ». Sur certains sujets de société, la synthèse peut s'avérer difficile et conduire à des prises de positions polémiques. L'Unio Reformata est une union confessante composée de membres réformés-évangéliques de l'EPUB, qui reste fidèle aux racines réformées belges, résumées dans la Confessio Belgica.

### Églises évangéliques
La Belgique compte de nombreuses Églises évangéliques (voir évangélisme), elles sont depuis quelques années en croissance numérique rapide. La plupart de ces Églises évangéliques sont rassemblées au sein du Synode Fédéral des Eglises protestantes et évangéliques de Belgique. Plusieurs de ces Églises sont de type charismatique tandis que d'autres sont plutôt évangéliques classiques ou traditionnelles. Trois communautés sont membres de l'Association of Vineyard Churches.

### Églises pentecôtistes
Le pentecôtisme est un courant évangélique de type  charismatique né de mouvements de Réveil particuliers qui se sont manifestés au début du XXe siècle, aux États-Unis sous l’impulsion du pasteur Charles Parham et de William J. Seymour. La particularité théologique des pentecôtistes est de penser que le Saint Esprit est donné au croyant lors d’une expérience particulière, distincte du baptême d’eau traditionnel : le baptême du Saint Esprit. Celui-ci confère au croyant des dons particuliers comme le parler en langue, la prophétie ou la guérison divine. Les Églises pentecôtistes se font les témoins de l’Évangile aux quatre angles : « Jésus sauve, baptise, guérit, revient ». Par ailleurs, elles se situent dans la tradition protestante évangélique et baptiste et se référent aux grands principes de la Réforme : salut par la grâce, autorité de la Bible seule, sacerdoce universel. Les Églises pentecôtistes sont représentées en Belgique par le Synode Fédéral des Eglises protestantes et évangéliques de Belgique.

### Églises libérales
Le protestantisme libéral est généralement attaché au dialogue de la religion avec la culture et il relativise la place première de la Bible. Il est un chaud partisan du dialogue interreligieux, du pluralisme, et de la laïcité. Des Églises libérales sont présentes au sein de l'Église protestante unie de Belgique (EPUB).

### Armée du salut
L'Armée du salut naît en pleine révolution industrielle, à la fin du XIXe siècle. Elle est créée, en 1878, par le pasteur anglais William Booth, scandalisé par le spectacle des foules ouvrières qui s'entassent dans les quartiers pauvres de l'Est londonien. Pour lui, le changement s'opère en chaque individu. Le progrès social, politique et économique doit découler d'une profonde transformation intérieure de l'homme, réconcilié avec lui-même par la puissance de l'Évangile. William Booth estime qu'avant de parler à quelqu'un de religion, il faut lui proposer des conditions de vie décentes, d'où l'investissement social du mouvement salutiste, et sa devise aux trois S, « soupe, savon, salut. » 
Le 5 mai 1889, l'adjudant Rankin et les capitaines Velleema et Haas implantent l'Armée du salut en Belgique. Elle est reconnue par le gouvernement belge le 8 décembre 1930.
Depuis le 1er janvier 2009, elle forme un territoire salutiste unique avec la France. Les responsables régionaux pour la Belgique sont les majors Mike et Ruth Stannett.

## Statistiques
Le Baromètre du religieux 2008 indique que les protestants représentent 2,7 % de la population en Fédération Wallonie-Bruxelles, ce qui correspond à 5,8 % des chrétiens. Le sondage réalisé par la RTBF, IPSOS et l’ULB, en janvier 2016, indique que les protestants représentent 3 % de la population en Fédération Wallonie-Bruxelles. Le protestantisme arrive en 3e position des religions pratiquées en Fédération Wallonie-Bruxelles.

## Financement

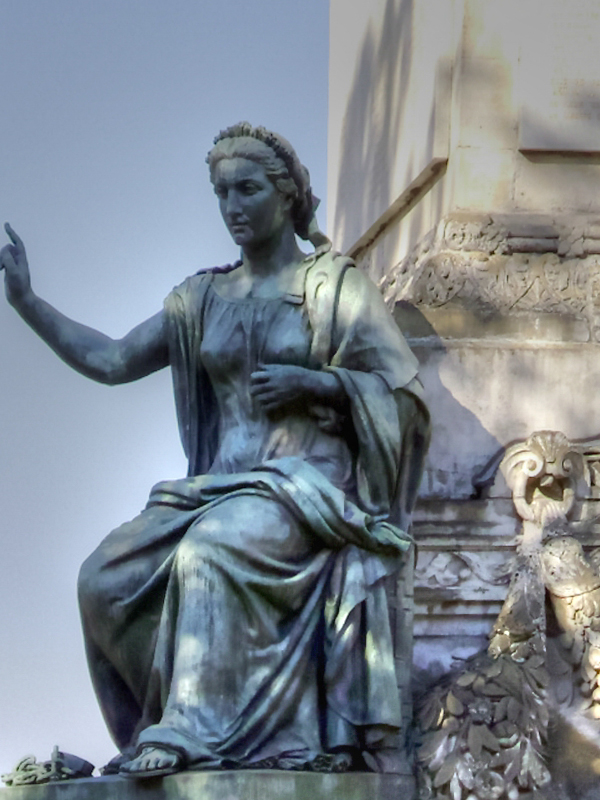
La Liberté de Religion, par Eugène Simonis, Colonne du Congrès

L'article 181 de la Constitution belge dispose que l'État octroie un salaire et des retraites aux ministres du culte et aux délégués des organisations non-confessionnelles reconnues par la loi. Des cours de religion protestante sont organisés dans l'enseignement public, le salaire des enseignants étant à charge de l'État.

## Enseignement
L'Académie réformée de Gand est une ancienne université de théologie protestante, fondée en 1577, durant la période de la République de Gand. Elle fut supprimée, en 1584, lors de la conquête de la ville par Alexandre Farnèse. Lorsque les Pays-Bas furent réunifiés en 1814, le roi Guillaume Ier des Pays-Bas choisira de créer à Gand la nouvelle université d’État, en souvenir de l'ancienne institution.
- Faculté universitaire de théologie protestante (Bruxelles)
- Faculté de théologie évangélique de Louvain
- Continental Theological Seminary
- Institut Jean Calvin (Bruxelles)
- Institut biblique belge

## Vie économique

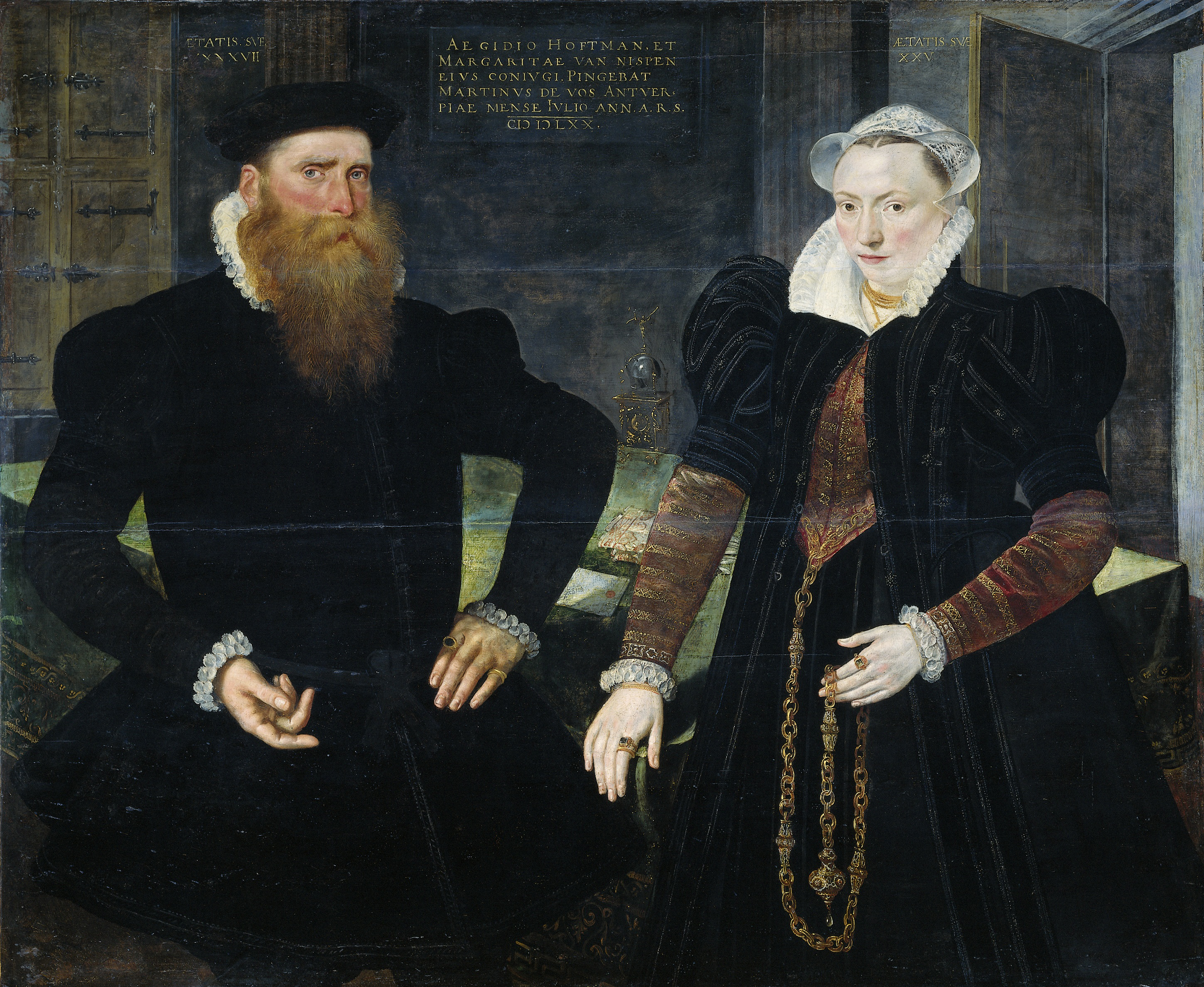
Le marchand réformé, Gillis Hooftman, et son épouse Margaretha von Nispen, peints par Marten de Vos.

Max Weber a mis en évidence dans L'Éthique protestante et l'esprit du capitalisme la contribution unique du protestantisme à la création d'une culture favorable à la liberté d'entreprendre et au capitalisme, culture qui s'est à présent imposée à l'échelle mondiale. Au XVIIe siècle, de nombreux entrepreneurs protestants originaires des Pays-Bas méridionaux se réfugient en Hollande et contribuent au développement économique de la région. L'entrepreneur tournaisien, Isaac Le Maire, fonde la célèbre Compagnie néerlandaise des Indes orientales, dont il est gouverneur en 1602. L'industriel liégeois, Louis de Geer, est à l'origine de l'immigration de milliers d'ouvriers wallons en Suède et est considéré comme le père de la sidérurgie suédoise. Lors de la constitution de la Société Générale de Belgique en 1822, 7 des 36 personnalités fondatrices étaient protestantes. Walthère Frère-Orban fonde la Banque nationale de Belgique, en 1850, le Crédit communal de Belgique (1860) et la Caisse générale d'épargne et de retraite. Dans la première moitié du XIXe siècle, les banquiers et industriels protestants, Jacques Engler, Frédéric Basse, Henri Schumacher (Société Générale) et Frédéric-Guillaume Brugmann (Banque de Belgique) sont à la tête de l'industrie. De nombreuses entreprises belges ont été créées par des protestants, comme :
- Cockerill-Sambre, fondée par John Cockerill.
- Les Forges de Clabecq, par Josse-Philippe-Edouard Goffin.
- Les câbleries et corderies de Dour, par Jean-Baptiste Harmegnies
- Banque Engler, Brugmann & Cie, fondée par Georges Brugmann et Jacques Engler.
- Caisse Hypothécaire, fondée par François Anspach, administrateur de la Banque nationale de Belgique.
- Peltzer & Fils, usine textile fondée à Hodimont, en 1785, par Jean Henri Peltzer, aujourd'hui la SA Simonis.
- Raffinerie Graeffe, fondée en 1864 à Bruxelles par Karl Graeffe.
- La Brasserie Cavenaile, fondée en 1828 par les frères Defrises et Antoine Cavenaile.

## Action politique
Au niveau idéologique, les protestants sont attachés aux valeurs démocratiques et égalitaires. Certains chercheurs ont avancé la théorie d'un vote protestant au XIXe et au début du XXe siècle. Plusieurs personnalités majeures du parti libéral sont protestantes, comme Walthère Frère-Orban, fondateur du parti en 1846, Eugène Goblet d'Alviella, Paul Hymans, Pierre Orts et le président de la Commission européenne Jean Rey. De nombreux protestants ont contribué au développement du Parti ouvrier belge, comme Elisée Fauvieau ou Isabelle Blume, deuxième femme parlementaire. Aujourd'hui, avec la fin des clivages confessionnels, les protestants sont présents dans l'ensemble des formations politiques belges.

## Engagement social

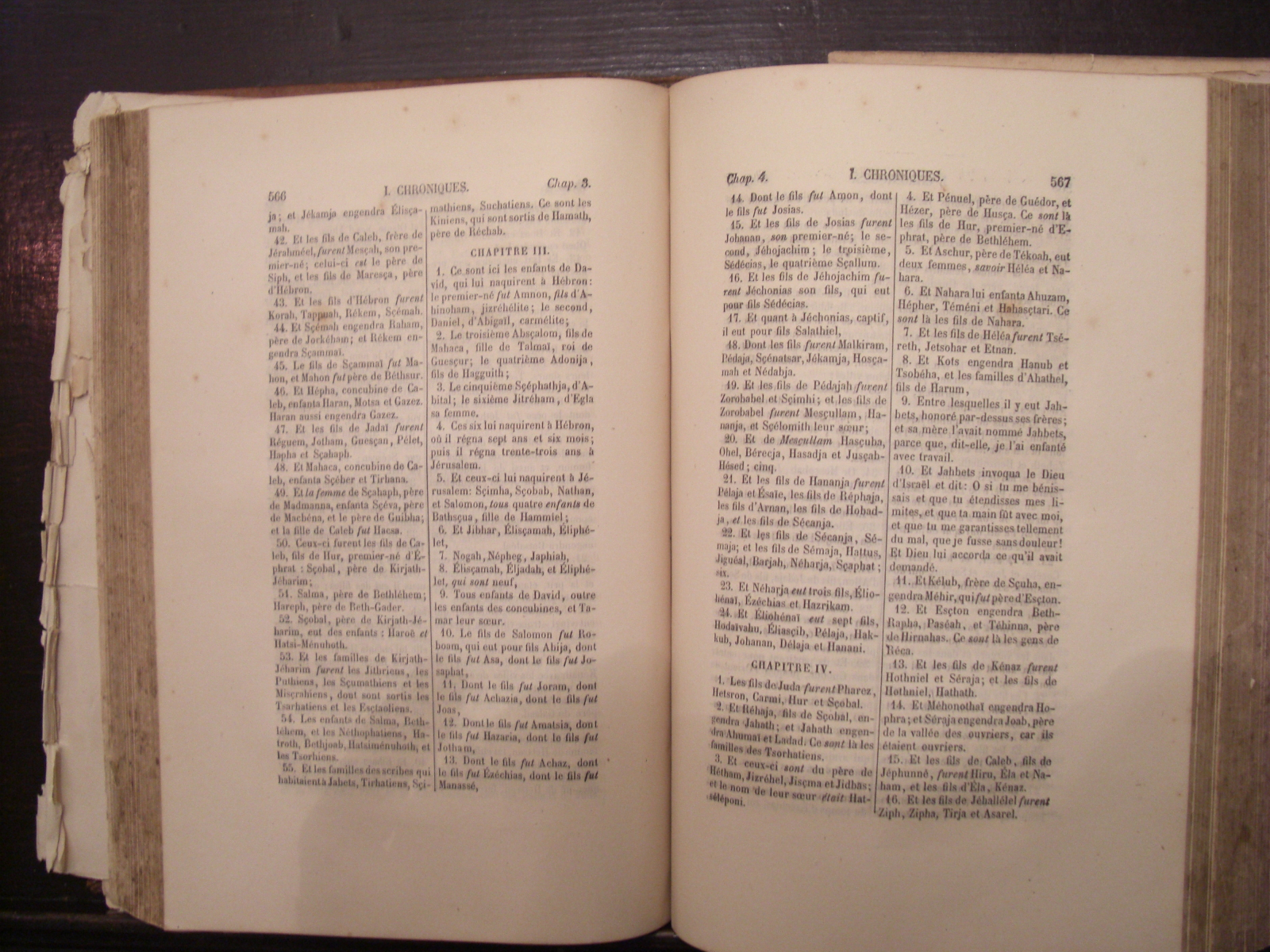
La Bible de Van Gogh (à Cuesmes)

Les protestants ont joué un rôle pionnier dans le domaine social. Au XVIe siècle, des caisses d'entraide sont créées par la communauté réformée de Tournai. Plus tard, le pasteur Henri Daniel Guyot originaire de Blegny est le fondateur du premier institut pour sourds des Pays-Bas en 1790. Au XIXe siècle, des pasteurs s'engagent dans la lutte contre l'alcoolisme et la prostitution. Ils contribuent à l'alphabétisation des milieux ouvriers, en encourageant la lecture de la Bible. En parallèle, des organisations de type Croix-Bleue luttent contre les assuétudes, travail salué par le socialiste Emile Vandervelde. C'est à cette époque que le peintre Vincent van Gogh séjourne au Borinage parmi les ouvriers, comme évangéliste. Le 5 mai 1889, l'adjudant Rankin et les capitaines Velleema et Haas implantent l'Armée du Salut en Belgique. Dans le Borinage, des soins de santé sont fournis aux défavorisés par les associations de diaconie, sans tenir compte des opinions religieuses des patients. Au XXIe siècle, l'Armée du Salut et d'autres associations sont à l'œuvre auprès des plus démunis.

## Personnalités

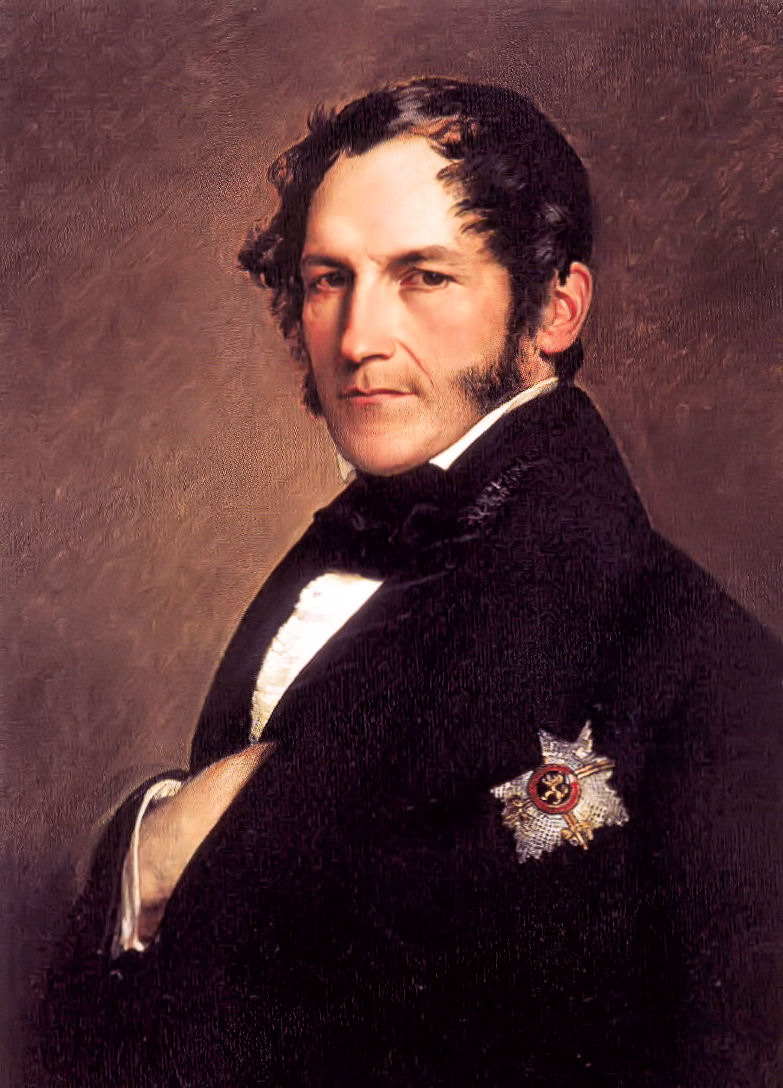
Léopold Ier resta fidèle à ses convictions protestantes malgré les pressions de son entourage.

- Léopold Ier (roi des Belges) : Fondateur de la dynastie
- John Cockerill : industriel
- Idelette de Bure : épouse du réformateur Jean Calvin
- Pierre Minuit : fondateur de New York
- Théodore de Bry : imprimeur et dessinateur
- Isaac Le Maire : fondateur de la Compagnie néerlandaise des Indes orientales
- Émile-Joseph Galet : aide de camp du roi Albert Ier

### Théologiens

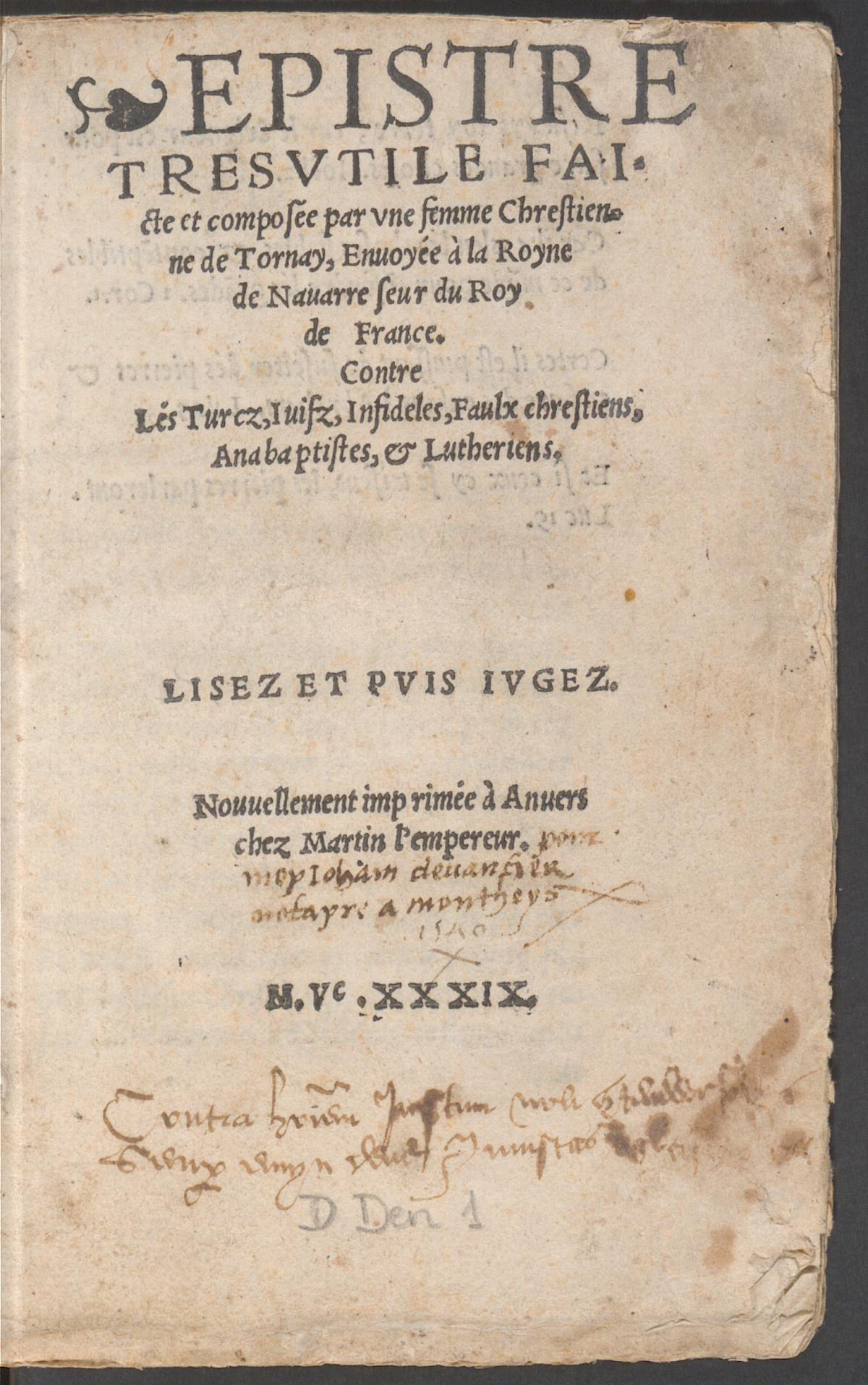
Epistre tres utile... de Marie d'Ennetières, premier écrit théologique réformé rédigé par une femme

- Jean Taffin
- Guy de Brès
- Philippe de Sainte-Aldegonde
- Petrus Plancius
- Marie d'Ennetières
- Michel d'Arande
- Johannes Campanus
- Henry Chrouet
- Franciscus Gomarus
- Andreas Hyperius
- Jan Utenhove

### Musiciens
- Nathalie Sorce : Artiste interprète de gospel
- Les frères Mas : artistes interprètes de musiques du monde
- Matthaeus Le Maistre : maître de la chapelle musicale de Dresde
- Samuel Mareschal : compositeur du Psautier réformé et organiste
- Gregorius Trehou : maître de la chapelle musicale du Danemark
- Henri Vieuxtemps : violoniste virtuose
- Rogier Michael : maître de la chapelle musicale de Dresde

### Peintres
- Jacob Jordaens : maître de la peinture anversoise au XVIIe siècle
- Jacques Ochs : peintre et dessinateur
- Jacques de Lalaing (1858-1917) : peintre naturaliste
- Daniel Soreau : peintre baroque

### Politiques
- Walthère Frère-Orban : Premier ministre, fondateur de la Banque nationale de Belgique
- Jean Rey : président de la Commission européenne
- Isabelle Blume : deuxième femme parlementaire belge
- Paul Hymans : président de la Société des Nations

### Monde académique
- Émile de Laveleye : professeur d'économie à l'université de Liège
- François Louis Ganshof : professeur à l'université de Gand, spécialiste de l'histoire du droit
- Henri Pirenne : professeur à l'université de Gand, historien
- Eugène Goblet d'Alviella : professeur d'histoire des religions à l'université libre de Bruxelles
- Ernest Mahaim : professeur à l'université de Liège, directeur de l'Institut de sociologie Solvay